# Кельча
Кельча (пол. Kielcza, нім. Keltsch) — село в Польщі, у гміні Завадзьке Стшелецького повіту Опольського воєводства.
Населення — 1932 особи (2011).

## Демографія
Демографічна структура станом на 31 березня 2011 року:
|          | Загалом | Допрацездатний вік | Працездатний вік | Постпрацездатний вік |
| -------- | ------- | ------------------ | ---------------- | -------------------- |
| Чоловіки | 958     | 161                | 683              | 114                  |
| Жінки    | 974     | 154                | 600              | 220                  |
| Разом    | 1932    | 315                | 1283             | 334                  |